# Radio brennt
«Radio brennt» (en español: «La radio arde») es el tercer sencillo y séptima canción del álbum Ist das alles? (13 Höhepunkte mit den Ärzten) de 1987.

## Canciones
1. «Radio brennt» (Remix) (Urlaub/Felsenheimer, Urlaub) - 2:41
2. «Gabi ist pleite» (Urlaub, Felsenheimer) - 2:37

### Maxisencillo
1. «Radio brennt» (Dingleberry-Mix) (Urlaub/Felsenheimer, Urlaub) - 7:00
2. «Gabi ist pleite» (Urlaub, Felsenheimer) - 2:37
3. «Radio brennt» (Versión sencillo) (Urlaub/Felsenheimer, Urlaub) - 2:41

- Datos: Q7281150